# Blue Large-Amplitude Pulsator
Blue Large-Amplitude Pulsator (BLAP) ist eine von einer polnischen Wissenschaftlergruppe vorgeschlagene Bezeichnung für seltene pulsationsveränderliche Sterne, deren Lichtkurve der von Cepheiden und RR Lyrae-Sternen ähnelt mit Perioden von 20 bis 40 Minuten bei einer Amplitude von 0,2 bis 0,4 mag. Die Oberflächentemperatur beträgt circa 30.000 K und eine Änderung der Temperatur über den Zyklus schließt einen Bedeckungslichtwechsel aus. Nach Abzug der interstellaren Extinktion zeigen die BLAPs eine große Streuung im Farben-Helligkeits-Diagramm, die ungewöhnlich für eine Klasse von pulsierenden veränderlichen Sternen ist.
Diese Sterne sind bisher nur durch das OGLE-Projekt im galaktischen Bulge der Milchstraße gefunden worden. Eine Suche in den Magellanschen Wolken war erfolglos. Sie zeigen eine geringe Metallizität und einen hohen Anteil an Helium in ihren Atmosphären. Die Leuchtkraft liegt in der Größenordnung des Hundertfachen der Sonne. Die absolute Helligkeit liegt bei +1 mag.

## Entwicklung
Die Pulsationsperioden der BLAPs sind hochgradig stabil. Theoretische Modelle lassen vermuten, dass diese Sternklasse
- Sterne von einer Sonnenmasse mit einem aktiven Heliumkern
- Sterne von 0,3 Sonnenmassen mit einer wasserstoffbrennenden Schale um einen inaktiven Heliumkern
- Vorläufer von Weißen Zwergen extrem geringer Masse (Extremly low mass white dwarfs) sind als Folge eines wechselwirkenden Doppelsterns

## Beispiele
- OGLE-BLAP-009